# 立憲民主黨 (日本2017年)

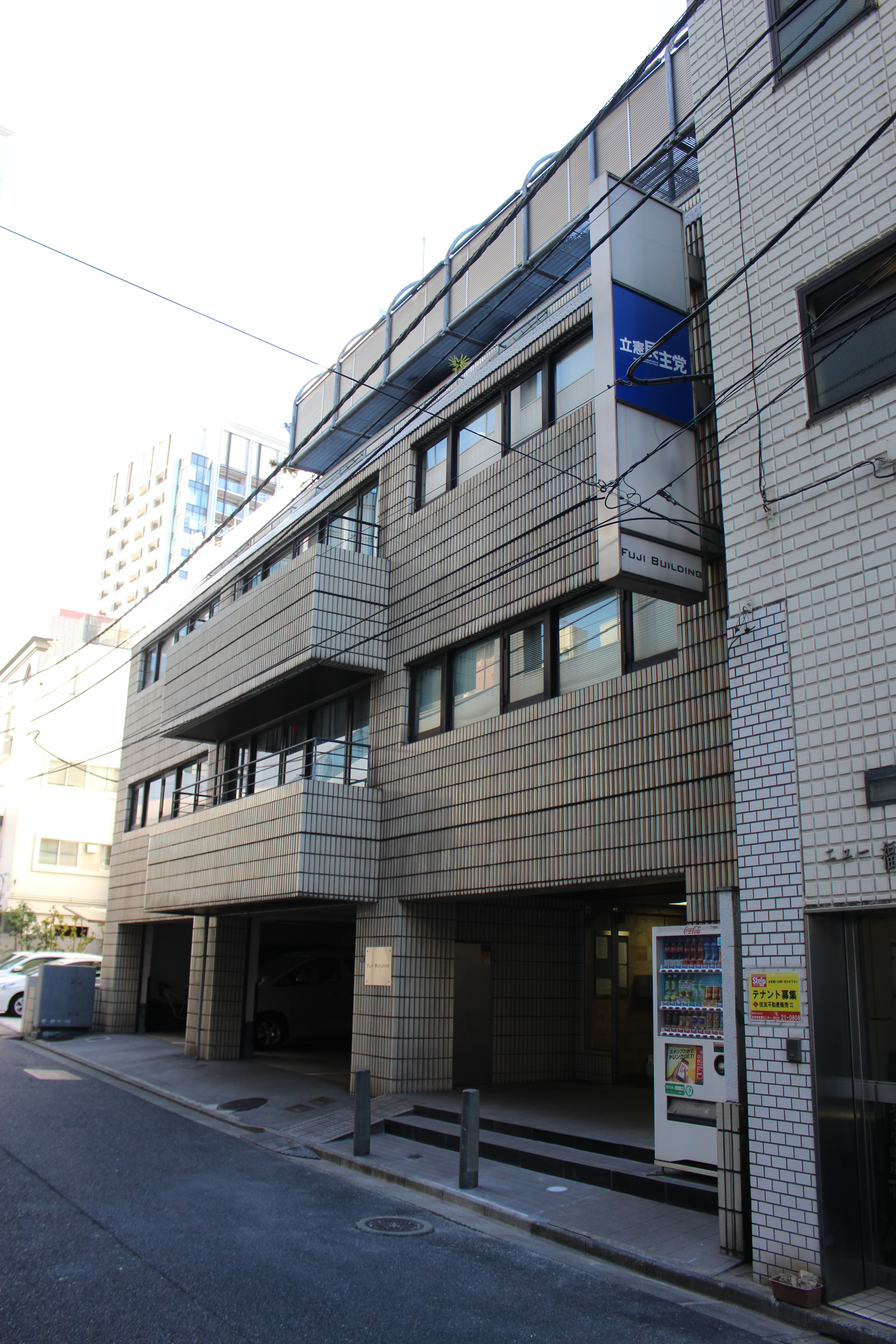
立憲民主黨本部所在的「富士大樓」（ふじビル）

立憲民主黨（日语：／ Rikken minshu tō）是历史上一个由原民进党的中左派成员出走後組成的日本政党，于2017年10月3日组建，于2020年8月19日解散。存在期間為日本最大在野黨（依國會席次），代表（黨魁）為枝野幸男。創黨時使用“民主党”或“民主”的通稱，2019年4月後改以平假名書寫的「立憲」（りっけん）做為選舉資料登記上的通稱；为与其他日本历史上的“民主党”区分，部分日本媒体报道时简称“立宪民主”、“立宪”（漢字書寫）或“立民”，若以一字簡稱則為「立」。
2020年9月，立宪民主党和国民民主党各自解散后合併。經投票決議，新政党沿用「立憲民主黨」这一名称，由枝野幸男當選首任代表，仍為日本最大在野黨。

## 历史

### 结党
立宪民主党分裂自原日本国会最大在野党——民进党。2017年9月28日，民进党常任干事会决定取消对本党所属众议员等的候选人推举，转而令其申请作为新成立的希望之党候选人參选。在随后召开的两院议员全体会议上，民进党代表前原诚司提议的与希望之党合并方案获得了通过。但希望之党方面表示会对民进党候选人先作甄选，自由派人士不会被吸纳进入希望之党。包括原民进党代表代行枝野幸男、前首相菅直人、前民进党选举对策委员长长妻昭在内，不愿加入希望之党或被希望之党排斥的自由派议员决定退出民进党，另组新党，并由枝野出任首任代表。
枝野在宣布新党成立的记者会上表示，立宪民主党“将为阻止安倍政府失控发挥巨大作用”，并表示希望之党“和我们一贯以来积累的、力争实现的理念与政策不同”。立宪民主党还提出与共产党和社民党合作，联手对抗自民党以及安倍政权，并得到了两党的积极回应，三党将联合推举候选人，參加接下来的选举。

### 国政选举
立憲民主黨在建立後投入的第一場國政選舉——第48屆眾議院總選舉，由於立憲民主黨的成員們大多都是被民進黨合併派(即民進黨代表前原誠司、細野豪志(自稱受小池命令要求前民主黨中，出任過三權之長的人不能入希望之黨)等人)所拋棄的骨幹，得到了廣泛游離票的同情，以東京都第7區的長妻昭為例，長妻昭在民主黨最弱勢的時候仍然高票成功連任，但希望之党就安插都民第一會的代表荒木千陽的父親，前熊本縣議員荒木章博參選，明顯小池百合子把東京都各選區視為自己的地盤私產，根本無心與整合在野黨成為對抗自民黨的力量。
日本共產黨表示同情立憲民主黨，於是立民、共產與社會三黨整合候選人，立憲民主黨在同情游離票的支持下奪得55個議席（小選舉區18議席、比例代表37議席），超越選前呼声颇高的希望之党的50席，成为日本众议院最大在野党，但也是日本戰後以來獲得議席最少的最大在野黨。另一方面，立憲民主黨在選戰中大量使用Twitter等新媒體進行宣傳，枝野本身則以親和力與富有感動力的演講積極競選輔選，靈活且「接地氣」的競選策略，被認為是未來日本政界不可忽視的力量。
2018年3月，民進黨和希望之党商討合併，以前首相野田佳彥為首的27位國會議員已遞交退黨申請，明確表示不加入兩黨合併後成立的國民民主黨，其中10人加入立憲民主黨眾議院黨團運作。

### 解散
2020年8月19日，國民民主黨與立憲民主黨宣布兩黨將各自解散，於9月初合併組成新政黨，新黨名將於召開黨代表大會時決定。2020年9月10日，新党名称公布，仍沿用“立宪民主党”这一名称。

## 政策立場[30]
- 尊重和平立憲主義的最初精神，反對任何偏離和平憲法的改動或重新解釋，加強武器出口三原則的執行，反對任何灰色地帶。
- 廢除特定秘密保護法、共謀罪等。
- 反對任何有核武器色彩的研發專案或硬體設施，強力執行非核三原則、核電廠40年限更換原則。
- 美日同盟健全化，以區域穩定為原則，重新談判美日地位和減低美軍基地負擔經費。沖繩基地問題以尊重當地人意願為最高原則。
- 以聯合國為場域的多邊協調姿態外交，反對單邊主義。
- 加強改善周邊國家關係，增強民間交流，促進東亞各國民眾間相互理解。
- 致力以外交和平解決歷史上遺留的北韓綁架日本人問題，直到最後一人聯絡確認。
- 落實減緩全球暖化，2050年前減80%碳排放，極度減少使用化石燃料。
- 強化畜牧業環保管理，落質管理業主的責任追究制度。
- 選舉與被選舉年齡降低五歲。
- 嚴格財政健全化、稅金透明化，解決日本高額債務，以平衡收支為目標。所得稅、消費稅、資本稅三者平衡必須重新審查，以求更合理的財富重分配。
- 建立地域主權型社会，更大地方自主性發展和稅金使用權、文化遺產經營權，以解決東京一極集中現象。
- 弱勢共生社會；加強關注性侵受害者、冠夫姓問題和子女姓氏問題由個人自由選擇、把聾啞手語和點字列為法定語言。
- 過勞死現象加強法規懲處。展開討論遏制派遣工上升而正職員工下降的社會問題解決方案。
- 重新檢討醫生與護士薪資法規，考量地域偏遠性地區補貼，增加護士薪資並訂立能力評價制度。
- 公務人員適用勞基法，恢復基本勞動人權，可組織工會。

## 組織

### 黨大會
該黨結黨後首屆黨大會在2018年9月29日及30日於東京都召開。

### 地方組織
截至2019年1月16日，該黨已在42個都道府縣設立支部。

### 支持團體
- 立正佼成會：新興佛教組織，2017年風間直樹議員入黨時曾表示目前修憲浪潮違反他的立正佼成會信仰[31]，2018年白眞勲議員入黨時本會是其長期支援者為政界週知。
- 日本勞動組合總聯合會：国际工会联合会（ITUC）的加盟組織，2019年參院選舉時強力動員旗下組織私鐵總連、自治勞和日本教職員組合，明確支持立憲民主黨。資訊產業勞連、郵政員工組合等組織也自主推薦代表性議員入黨。[32]
- 市民聯合：反對修憲和任何改動和平憲法的單一目的組織市民連合，表明支援立憲民主黨、日本共産黨、社会民主黨、自由黨等一切相同價值觀的政黨。[33]

## 人事
- 截至2018年（平成30年）10月24日

| 職位                        | 姓名       | 所屬議院 |
| --------------------------- | ---------- | -------- |
| 代表                        | 枝野幸男   | 眾議院   |
| 代表代行 選舉對策委員長     | 長妻昭     | 眾議院   |
| 副代表 國會對策委員長       | 辻元清美   | 眾議院   |
| 副代表 組織・團體交流委員長 | 佐佐木隆博 | 眾議院   |
| 副代表 參議院幹事長         | 蓮舫       | 參議院   |
| 幹事長 參議院議員會長       | 福山哲郎   | 參議院   |
| 代理幹事長                  | 石橋通宏   | 參議院   |
| 筆頭副幹事長                | 青柳陽一郎 | 眾議院   |
| 役員室長                    | 阿久津幸彥 | 眾議院   |
| 政務調査會長                | 逢坂誠二   | 眾議院   |
| 代理政務調査會長            | 相原久美子 | 參議院   |
| 代理政務調査會長            | 山內康一   | 眾議院   |
| 政務調査會筆頭副會長        | 本多平直   | 眾議院   |
| 代理國會對策委員長          | 武内則男   | 眾議院   |
| 國會對策委員會筆頭副委員長  | 手塚仁雄   | 眾議院   |
| 參議院國會對策委員長        | 芝博一     | 參議院   |
| 參議院議員團會派代表代行    | 那谷屋正義 | 參議院   |
| 常任幹事會議長              | 川內博史   | 眾議院   |
| 兩院議員總會長              | 荒井聰     | 眾議院   |
| 代議士會長                  | 橫光克彥   | 眾議院   |

### 顧問
| 職位     | 姓名       | 所屬議院 |
| -------- | ---------- | -------- |
| 最高顧問 | 菅直人     | 眾議院   |
| 最高顧問 | 海江田萬里 | 眾議院   |
| 常任顧問 | 小川敏夫   | 參議院   |

## 黨勢

### 眾議院
| 選舉         | 當選/候選人 | 定數 | 得票數（得票率）   | 得票數（得票率）     | 備註                       |
| 選舉         | 當選/候選人 | 定數 | 選舉區             | 比例代表             | 備註                       |
| ------------ | ----------- | ---- | ------------------ | -------------------- | -------------------------- |
| （結黨時）   | 6/-         | 475  |                    |                      | 入党+10                    |
| 第48屆總選舉 | ○54/78      | 465  | 4,726,326（8.53%） | 11,084,890（19.88%） | 追加公認+1、入黨+2、離黨-2 |

### 參議院
| 選舉       | 當選/候選人 | 非改選 | 定數 | 得票數（得票率） | 得票數（得票率） | 備註    |
| 選舉       | 當選/候選人 | 非改選 | 定數 | 選挙區           | 比例代表         | 備註    |
| ---------- | ----------- | ------ | ---- | ---------------- | ---------------- | ------- |
| （結黨時） | 0/-         | -      | 242  |                  |                  | 入黨+19 |